# خیابان لورنس
خیابان لورنس (انگلیسی: Lawrence Avenue) یک گذرگاه اصلی شرق به غرب در تورنتو، انتاریو، کانادا است. این خیابان توسط خیابان یانگ، خط جداکننده خیابان‌های شرقی-غربی در تورنتو، به بخش‌های شرقی و غربی (خیابان لورنس شرقی و خیابان لورنس غربی) تقسیم می‌شود.